# Credito Commerciale
Il Credito Commerciale fu una banca italiana nata a Cremona nel 1907 e sciolta nel 1994 dopo diversi passaggi di capogruppo.

## Storia
La banca fu fondata a Cremona nel 1907 e, fin dai successivi anni venti, faceva capo alle società del gruppo Pesenti.
Nel 1977 era la ventinovesima banca italiana per raccolta.
A febbraio 1979 il 79% di Credito Commerciale passò sotto il controllo di Banca Toscana e del Monte dei Paschi di Siena.
Infine, nel 1994, fu acquistato e incorporato dalla Cassa di Risparmio di Parma e Piacenza.